# Voćni masulj
Voćni masulj je svježe izgnječeno voće s peteljkom ili bez nje. Fermentacijom masulja dobivamo voćno vino. Ocjeđivanjem voćnog masulja dobivamo voćni mošt. Pri proizvodnji voćnog vina, pojačavanje volumnih udjela alkohola (volumne alkoholne jakosti) može se napraviti povećanjem udjela alkohola i u voćnom masulju.